# Riverworld (joc video)
Riverworld a fost un joc PC creat de Stéphane Picq și lansat în 1998 de compania Cryo Entertainment. Jocul se bazează pe o serie de romane science fiction, Lumea Fluviului de Philip José Farmer.
În joc, jucătorul se găsește în rolul lui Richard Burton, un explorator din secolul al XIX-lea. Jocul începe cu o secvență cinematică de lungă durată, care arată ce se întâmplă cu Burton după ce a murit - cum ajunge în Riverworld.
Jocul este similar cu conceptul din jocurile în timp real de strategie, cum ar fi Age of Empires de la Microsoft. Deși Burton este personajul central, este văzut dintr-o perspectivă la a treia persoană. Și alte persoane din cadrul jocului pot fi mutate și controlate.

## Dezvoltare
Este scris în totalitate în limbaj de asamblare.

## Primire
Game Over a acordat jocului o evaluare generală de 65% și a spus că „RiverWorld aduce o atmosferă bogată pentru a construi o strategie intuitivă în timp real cu câteva concepte complexe de joc de rol.”
PC PowerPlay #31 a dat lui Riverworld un scor de 65.
Potrivit revistei Der Spiegel, Riverworld nu a avut succes comercial.

## Vezi și
- 1998 în jocuri video
- 1998 în informatică
- 1998 în științifico-fantastic